# Enrico Bernardini
Enrico Bernardini (29 giugno 1963) è un ex hockeista su pista e allenatore di hockey su pista italiano.

## Club
Inizia l'attività nel Primavera Prato, poi lascia la società per andare a Reggio Emilia dove resta due anni per poi passare al pluriscudettato Hockey Novara dove militò ininterrottamente in qualità di capitano per tredici anni vincendo 6 scudetti, 9 Coppe Italia e 2 Coppe CERS. Nel 2002-2003 tornò nel Primavera Prato vincendo uno storico scudetto e successivamente allenò la squadra.

## Nazionale
Con la Nazionale italiana si laureò Campione del Mondo durante i Campionati Mondiali di specialità nel 1986 a Sertãozinho in Brasile e nel 1988 a La Coruña in Spagna.

## Palmarès

### Club

#### Competizioni nazionali
- Campionato italiano:

Hockey Novara: 6
Ecoambiente Prato: 1
- Coppa Italia:

Hockey Novara: 9
Ecoambiente Prato: 1

#### Competizioni internazionali
- Coppa CERS: 2

Hockey Novara 1991-1992 1992-1993

### Nazionale
- Campione del Mondo: 2

Sertãozinho 1986
La Coruña 1988
Campione d'Europa Juniores: 1
Pordenone 1982